# Mollens VS
| VS ist das Kürzel für den Kanton Wallis in der Schweiz. Es wird verwendet, um Verwechslungen mit anderen Einträgen des Namens Mollens zu vermeiden. |

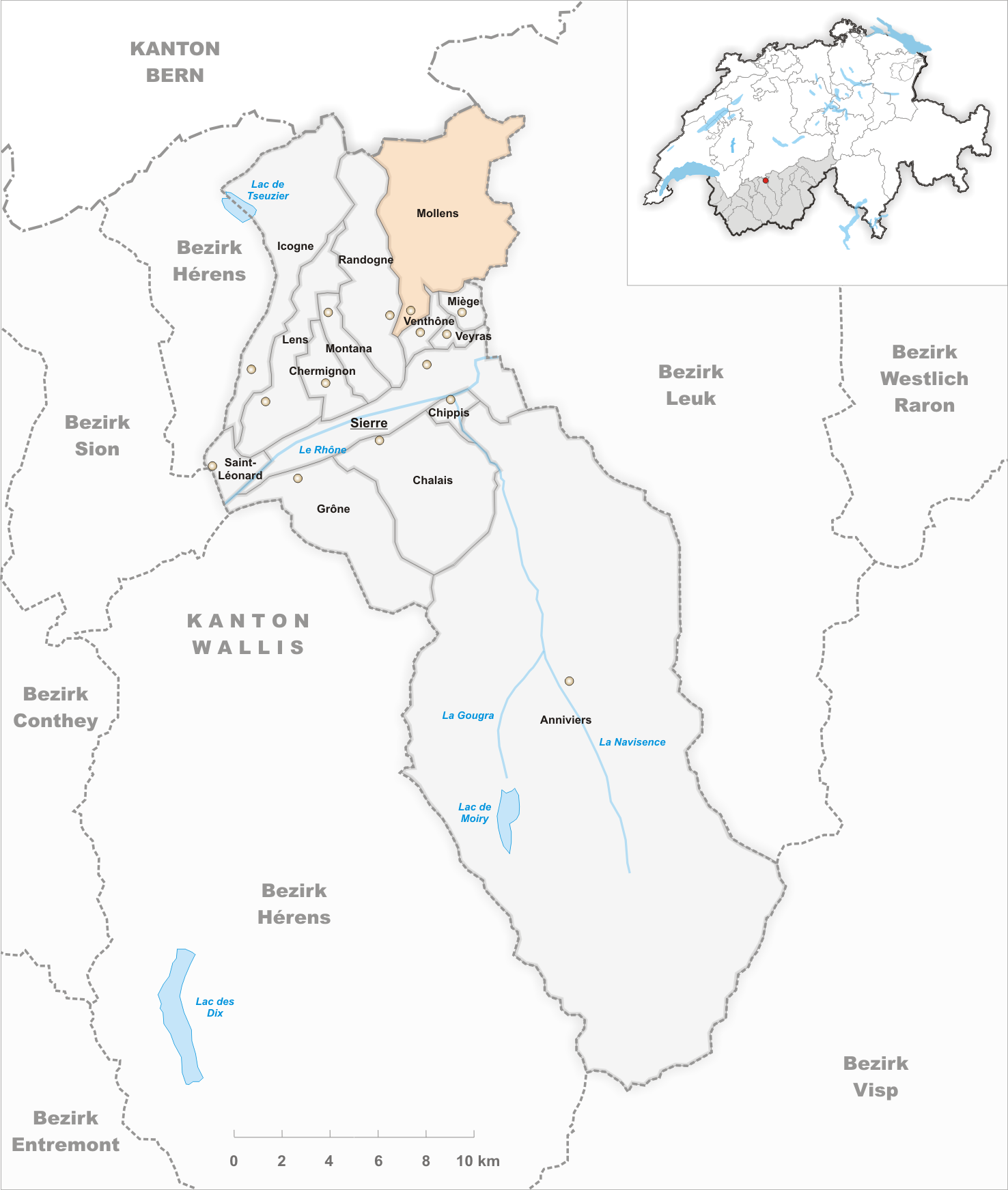
Gemeindestand vor der Fusion am 1. Januar 2017

Mollens ist eine Pfarrgemeinde des Dekanats Siders sowie eine Burgergemeinde mit einem Burgerrat im Bezirk Siders und war bis am 31. Dezember 2016 eine politische Gemeinde im französischsprachigen Teil des Kantons Wallis in der Schweiz. Am 1. Januar 2017 fusionierte Mollens mit den Gemeinden Chermignon, Montana und Randogne zur neuen Gemeinde Crans-Montana.

## Geographie
Auf ca. 1450 m ü. M. liegt die Siedlung Aminona (auch Aminona-sur-Sierre genannt), wohin auch Pisten des Skigebiets Crans-Montana führen; bis Anfang 2014 führte zudem eine Seilbahn in die Skiregion des Petit Mont Bonvin auf etwa 2300 m ü. M., dann wurde sie ersatzlos abgerissen. Im Norden reicht das Gemeindegebiet bis ins Wildstrubelmassiv. Der südöstliche Teil des Plaine-Morte-Gletschers liegt auf dem ehemaligen Gemeindegebiet.

## Bevölkerung
| Bevölkerungsentwicklung | Bevölkerungsentwicklung | Bevölkerungsentwicklung | Bevölkerungsentwicklung | Bevölkerungsentwicklung | Bevölkerungsentwicklung | Bevölkerungsentwicklung | Bevölkerungsentwicklung | Bevölkerungsentwicklung | Bevölkerungsentwicklung | Bevölkerungsentwicklung |
| ----------------------- | ----------------------- | ----------------------- | ----------------------- | ----------------------- | ----------------------- | ----------------------- | ----------------------- | ----------------------- | ----------------------- | ----------------------- |
| Jahr                    | 1798                    | 1850                    | 1900                    | 1950                    | 1980                    | 2000                    | 2010                    | 2012                    | 2014                    | 2016                    |
| Einwohner               | 185                     | 217                     | 284                     | 303                     | 334                     | 770                     | 913                     | 930                     | 950                     | 954                     |

## Sehenswürdigkeiten
- Liste der Kulturgüter in Crans-Montana